# Ruvo di Puglia
Ruvo di Puglia is een gemeente in de Italiaanse provincie Bari (regio Apulië) en telt 25.924 inwoners (31-12-2004). De oppervlakte bedraagt 222,1 km², de bevolkingsdichtheid is 117 inwoners per km².

## Demografie
Ruvo di Puglia telt ongeveer 9294 huishoudens. Het aantal inwoners steeg in de periode 1991-2001 met 3,6% volgens cijfers uit de tienjaarlijkse volkstellingen van ISTAT.
| Jaar | Inwoneraantal |
| ---- | ------------- |
| 1991 | 24.845        |
| 2001 | 25.741        |

## Geografie
Ruvo di Puglia grenst aan de volgende gemeenten: Altamura, Andria, Bisceglie, Bitonto, Corato, Gravina in Puglia, Spinazzola, Terlizzi.

## Geboren
- Nicola Girasoli (1957), Apostolisch diplomaat en titulair aartsbisschop

## Foto's

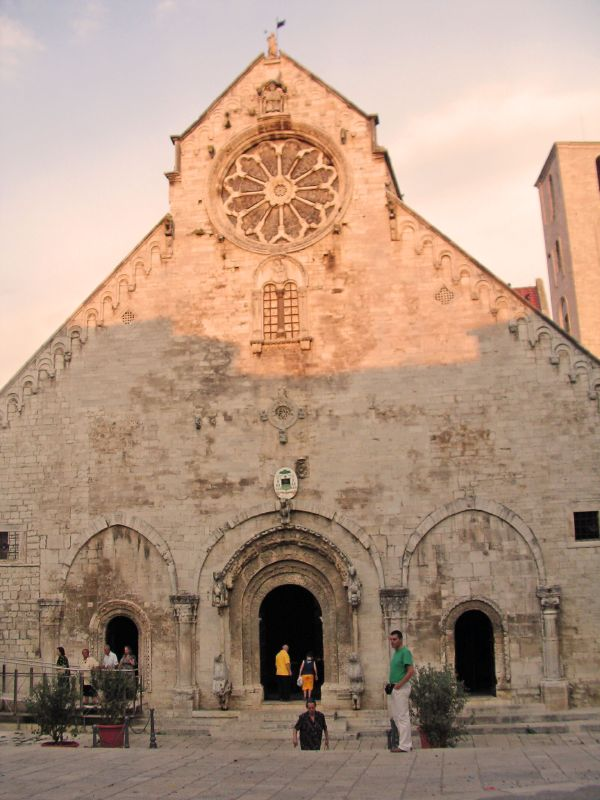
Kathedraal van Ruvo di Puglia
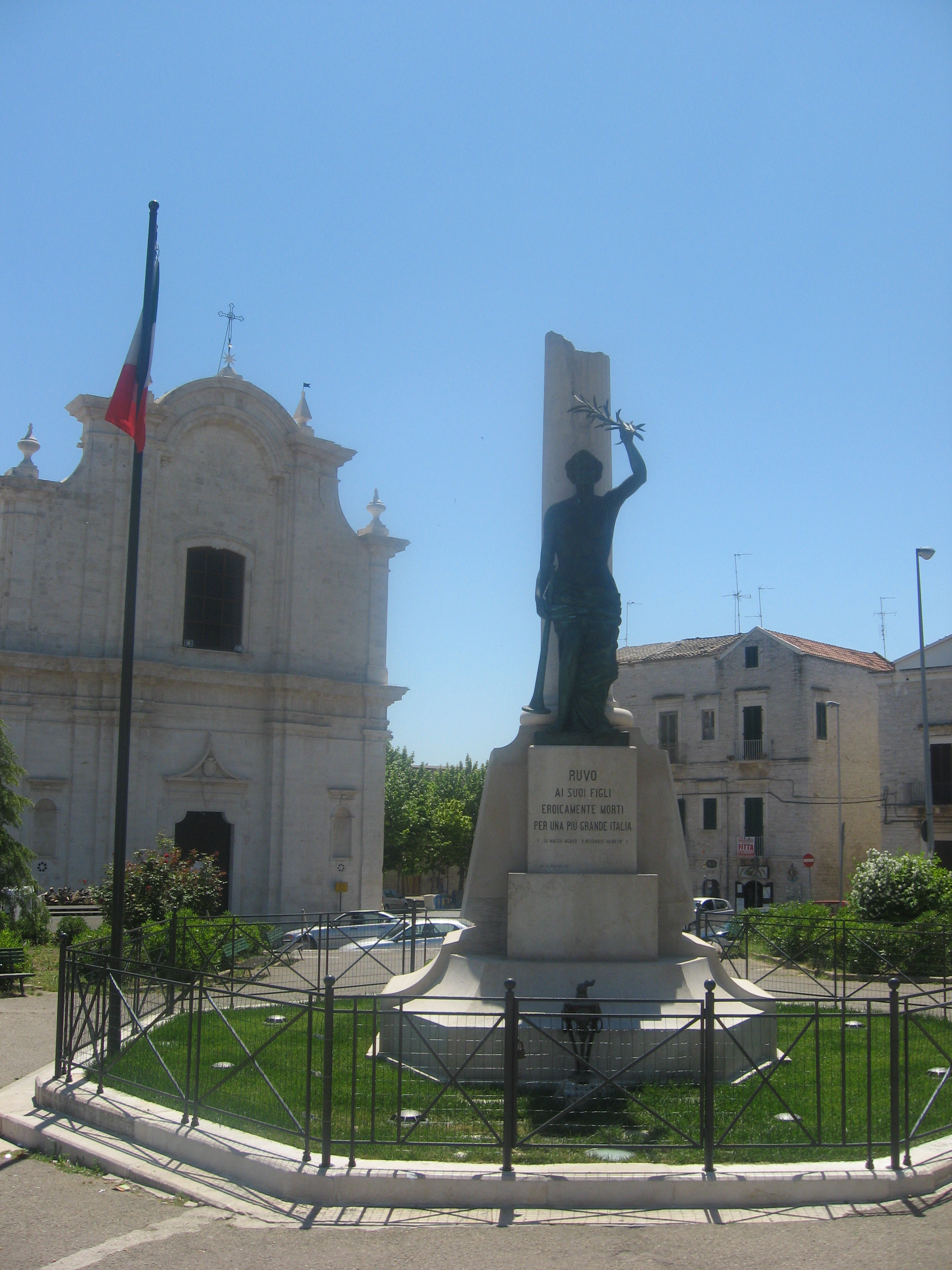
Monument in het centrum
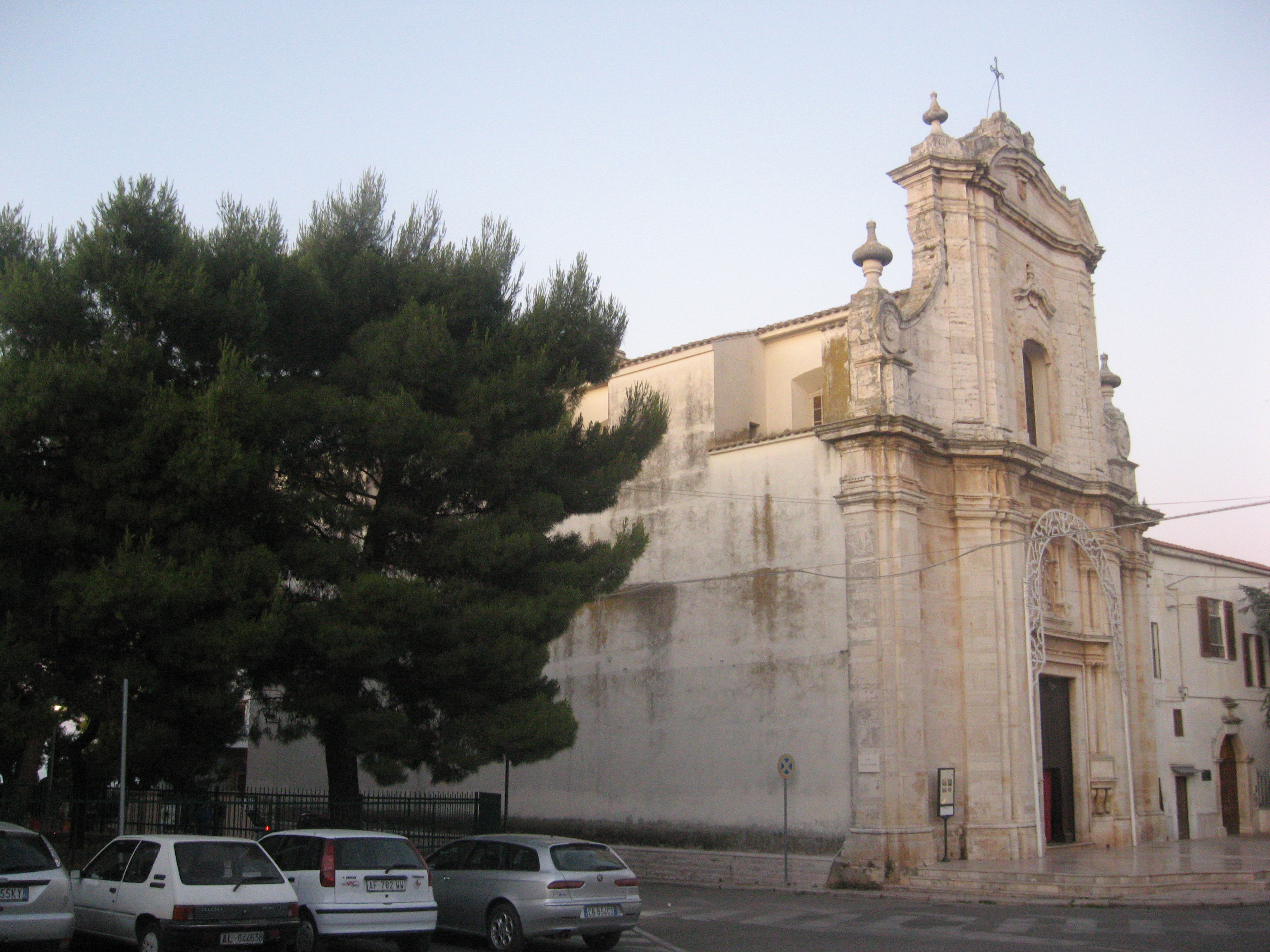
Convent van Sant'Angelo
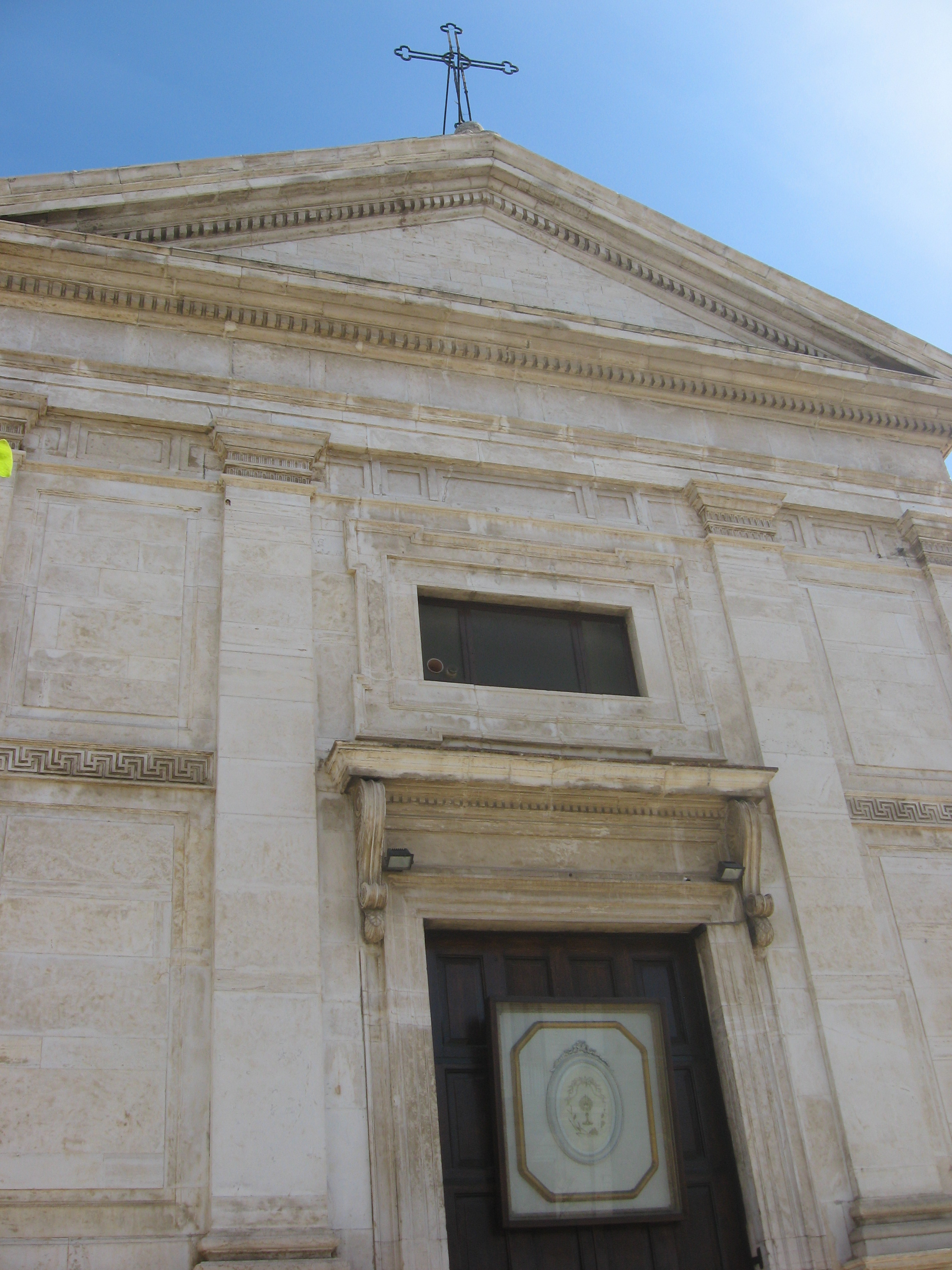
Kerk van San Giacomo
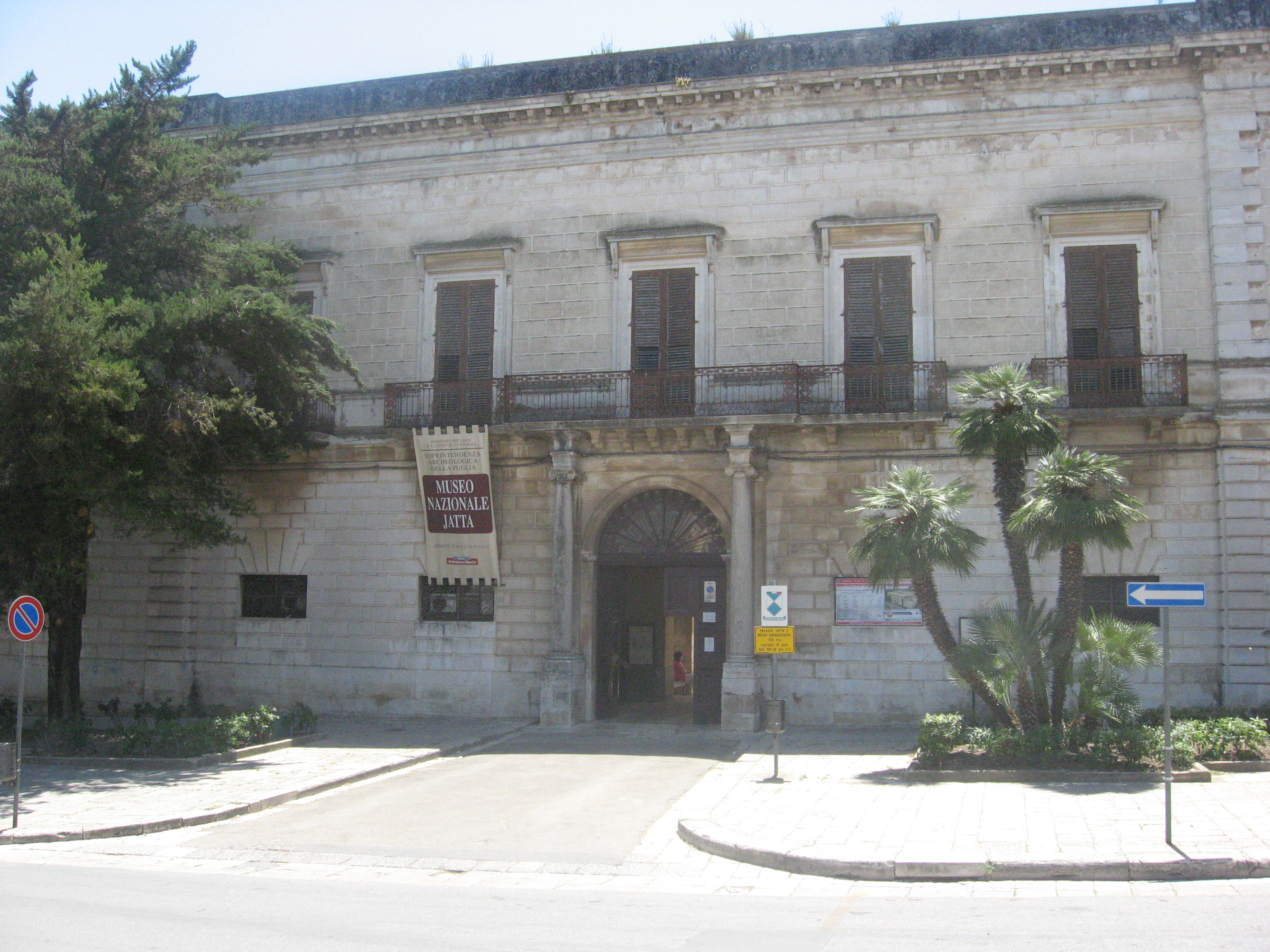
Palazzo Jatta
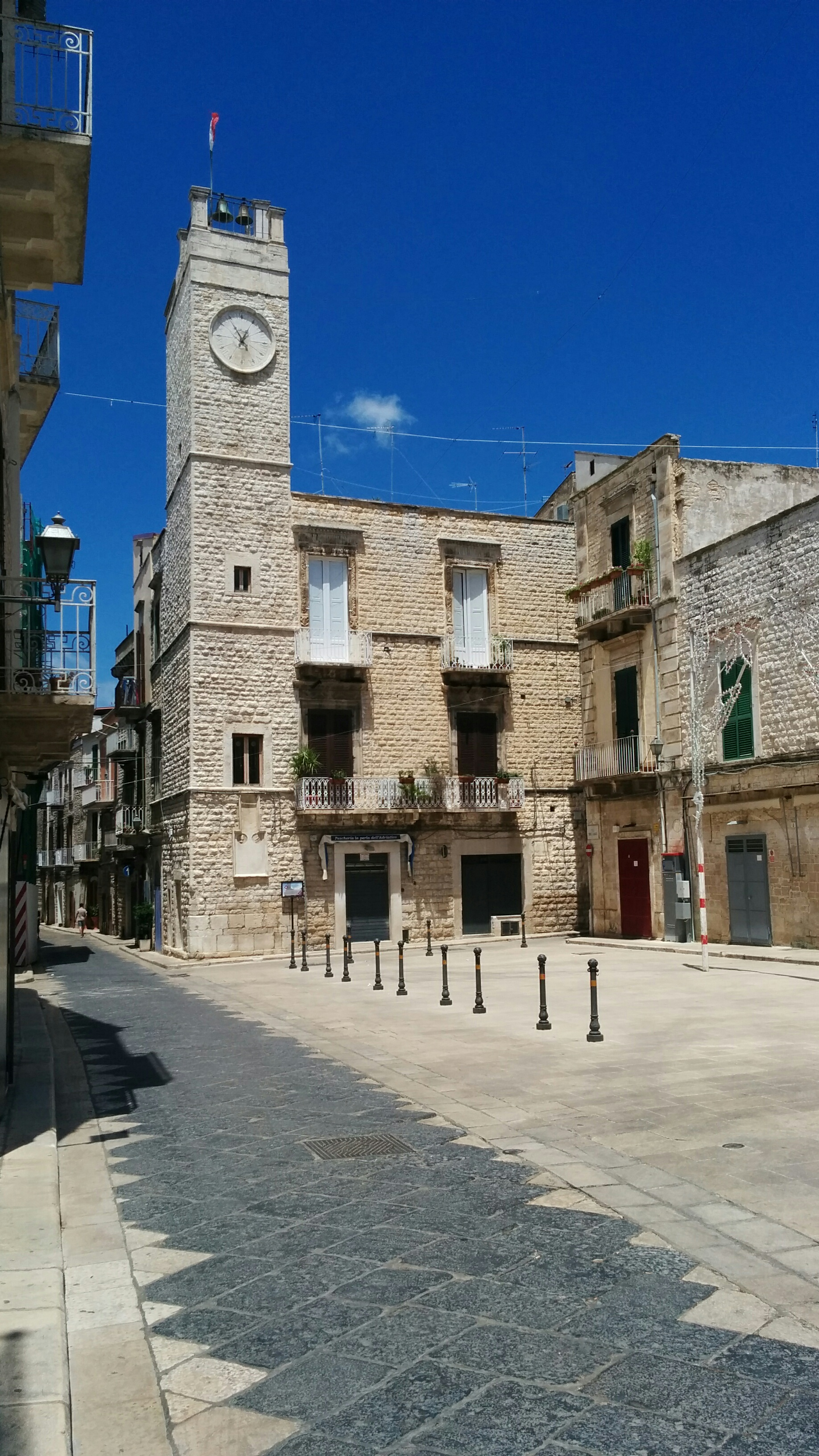
Klokkentoren van Ruvo di Puglia
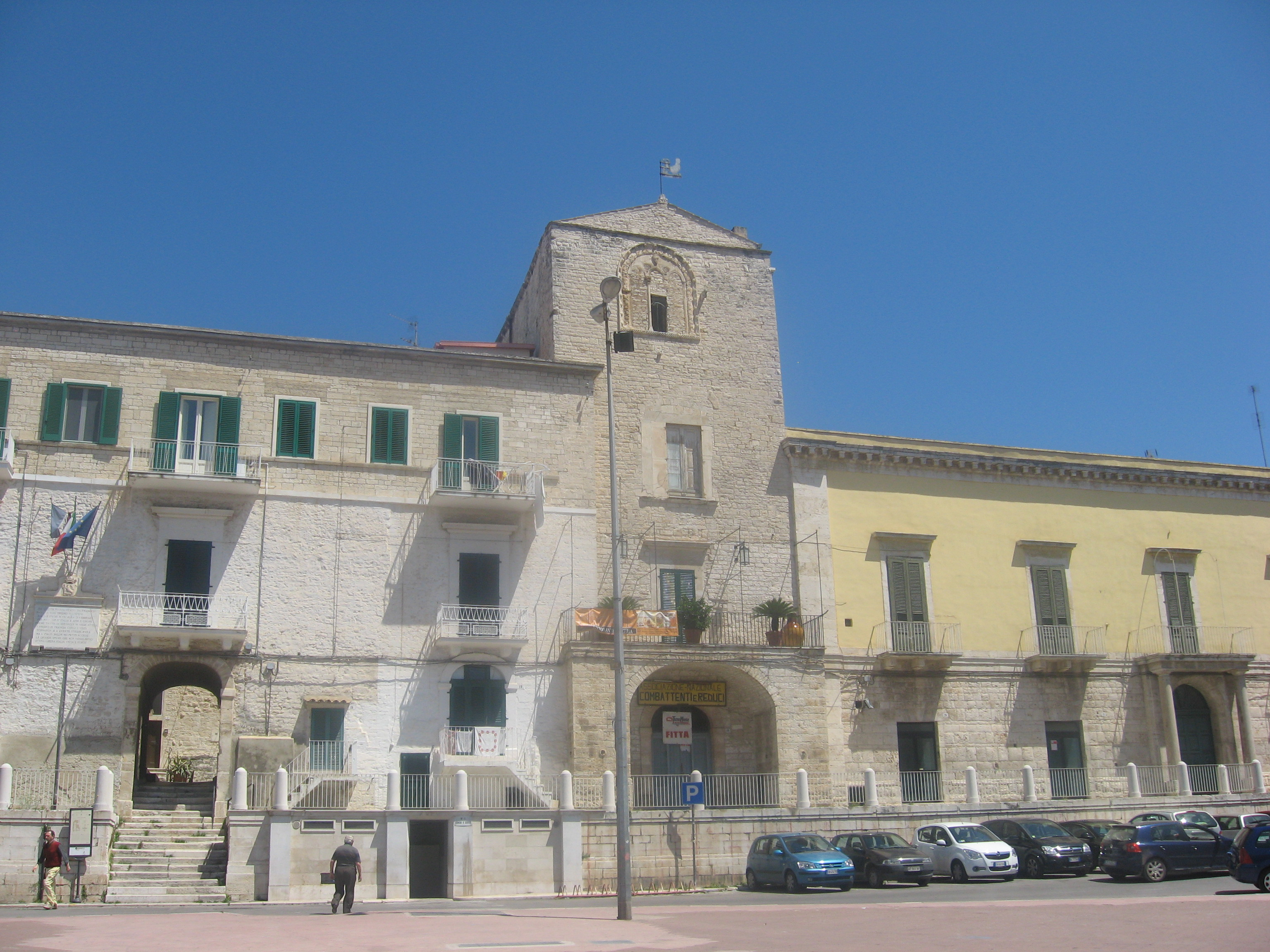
Kasteel van Ruvo di Puglia

Acquaviva delle Fonti · Adelfia · Alberobello · Altamura · Bari · Binetto · Bitetto · Bitonto · Bitritto · Capurso · Casamassima · Cassano delle Murge · Castellana Grotte · Cellamare · Conversano · Corato · Gioia del Colle · Giovinazzo · Gravina in Puglia · Grumo Appula · Locorotondo · Modugno · Mola di Bari · Molfetta · Monopoli · Noci · Noicàttaro · Palo del Colle · Poggiorsini · Polignano a Mare · Putignano · Rutigliano · Ruvo di Puglia · Sammichele di Bari · Sannicandro di Bari · Santeramo in Colle · Terlizzi · Toritto · Triggiano · Turi · Valenzano
1. ↑  https://demo.istat.it/?l=it.